# Tour Hekla
De Tour Hekla is een wolkenkrabber met een hoogte van 220 meter en 48 verdiepingen, gesitueerd in de Parijse voorstad Puteaux, in de wijk La Défense.
Het gebouw is ontworpen door de Franse architect Jean Nouvel. In juni 2016 is de bouwvergunning verleend en in mei 2018 werd met de bouw gestart, de oplevering heeft plaatsgevonden einde 2022. De kosten van het project worden geschat op 248 miljoen euro.
Na voltooiing zal het de op een na hoogste toren in de wijk La Défense zijn, evenals het op een na hoogste gebouw in Frankrijk. In bouwhoogte blijft de Tour First, bij diens opening de hoogste gebouw in die wijk, de hoogste wolkenkrabber van de wijk en Frankrijk, maar door de bouw van de Tour Hekla op een heuvel, de Butte de Chantecoq, zal de Tour Hekla wel de Tour First overtreffen in hoogte.